# Warme dag
We spreken van een warme dag wanneer op deze dag de maximumtemperatuur, gemeten in een weerhut, 20,0 °C of meer bedraagt.
Nederland heeft gemiddeld per jaar tussen de 44 warme dagen op Terschelling en 102 warme dagen in Arcen. In De Bilt is dat gemiddeld 85 dagen. Het aantal warme dagen in De Bilt is met 8 toegenomen tussen 1971-2000 en 1981-2010. De langste reeks warme dagen in De Bilt was er een van 60, van 25 juni t/m 23 augustus 2018.